# Andrzej Kłos
Andrzej Kłos (ur. 18 kwietnia 1924 w Tenczynku, zm. 31 lipca 2018) – polski naukowiec w dziedzinie elektroenergetyki, profesor nauk technicznych.

## Życiorys
W 1982 roku otrzymał tytuł profesora nauk technicznych. W latach 1984–1987 był zastępcą dyrektora Instytutu Elektroenergetyki Politechniki Warszawskiej. Został pochowany na cmentarzu wojskowym na Powązkach (II A, rząd 7, grób 6). 

## Odznaczenia
- Krzyż Kawalerski Orderu Odrodzenia Polski
- Złoty Krzyż Zasługi
- Srebrny Krzyż Zasługi